# 克劳丁·盖伊
克劳丁·盖伊（英語：Claudine Gay，1970年8月4日—）是美国一位政治学家和学术机构管理者。她曾担任第30任哈佛大学校长，同时也是哈佛大学政府研究与非洲及非裔美国人研究的威尔伯·考伊特教授（Wilbur A. Cowett Professor）。盖伊的研究涉及美国的政治行为，包括选民投票率以及种族和身份政治。
克劳丁·盖伊是哈佛大学校史上第一位非白人校长，此前她曾出任哈佛大学社会学院和文理学院的院长。
2023年12月，克劳丁·盖伊与另外两名大学校长因各自校园内的反犹太主义活动而受到来自美国公众及国会委员会的辞职压力。同时盖伊还面临抄袭指控，因此她被同一国会委员会所调查。2024年1月2日，克劳丁·盖伊宣布辞去哈佛大学校长一职。

## 早年境况
克劳丁·盖伊是海地移民的后代，她的父母来到美国并于学生时代在纽约市相识；她母亲学的是护理专业，而她的父亲则是就读工程学。盖伊的大部分童年时光首先是在纽约市度过；随后由于她的父亲为美国陆军工兵部队工作而在沙特阿拉伯度过。而盖伊的母亲则是成为了一名注册护士。她是女作家罗克珊·盖伊的堂姐，而盖伊在海地的家族拥有并经营着该国最大的混凝土工厂。
盖伊的高中时代在新罕布什尔州埃克塞特的私立寄宿学校菲利普斯埃克塞特学院度过，并于1988年在此毕业。大学期间，她首先在普林斯顿大学就读了一年，随后便转学至斯坦福大学学习经济学并于1992年毕业。她曾因其出色的经济学论文而荣获安娜·劳尔·麦耶斯奖（Anna Laura Myers Prize）。盖伊在1998年从哈佛大学获得了哲学博士学位，并获得该校政治学最佳毕业论文凸版奖（Toppan Prize）。

## 学术履历
博士毕业后，克劳丁·盖伊于2000年至2006年期间在斯坦福大学担任政治学系助理教授，随后升职为终身副教授。并且在2003至2004学年期间，她还是行为科学高等研究中心的研究员。
盖伊的研究涉及美国的政治行为，这包括选民投票率、住房政策以及种族和身份政治。2006年，她被哈佛大学聘为政府学教授，并于2007年被任命为非裔美国人研究教授。

### 行政任职
2015年，克劳丁·盖伊被任命为哈佛大学文理学院社会科学系主任兼政府和非洲及非裔美国人研究威尔伯·考伊特教授（Wilbur A. Cowett Professor）。2018年，她被任命为文理学院的院长。作为监督本院本科生和研究生学习的院长，克劳丁·盖伊概述了她担任院长需要解决的四个主要问题：增加教师的多样性；支持对跨学科研究感兴趣的学生；鼓励教授之间的跨部门合作；促进教师参与大学社区。
盖伊在担任文理学院院长的首要职责则是推行反种族主义举措及增加教师和学生的种族多样性。2020年8月，文理学院聘请了一位负责多元共融的副院长。2023年6月，美国最高法院在“学生公平录取组织诉哈佛案”中裁决哈佛大学在招生中基于种族的平权行动项目违宪。盖伊对此评论道，哈佛将“遵守法院的裁决，但这并不会改变我们的价值观”。2020年9月，盖伊成立一个工作小组以检查该校校园内包括“标牌、照片、纪念碑和肖像”在内的视觉文化。

## 个人生活
克劳丁·盖伊的丈夫克里斯托弗·阿芬杜利斯（Christopher Afendulis）是斯坦福大学健康研究与政策系的信息系统分析师。他们之间有一个儿子。

## 主要著作
- Gay, Claudine; Tate, Katherine. . Political Psychology (International Society of Political Psychology). 1998-03, 19 (1): 169–184. doi:10.1111/0162-895X.00098.
- Gay, Claudine. . American Political Science Review (American Political Science Association). 2001-09, 95 (3): 589–602. doi:10.1017/S0003055401003021.
- Gay, Claudine. . Public Policy Institute of California（英语：Public Policy Institute of California）. 2001. ISBN 9781582130309.
- Gay, Claudine. . American Political Science Review (Midwest Political Science Association). 2002-10, 46 (4): 717–732. JSTOR 3088429. doi:10.2307/3088429.
- Gay, Claudine. . American Political Science Review (American Political Science Association). 2004-11, 98 (4): 547–562. doi:10.1017/S0003055404041346.
- Gay, Claudine. . American Political Science Review (Midwest Political Science Association). 2006-10, 50 (4): 982–997. doi:10.1111/j.1540-5907.2006.00228.x.
- Gay, Claudine. . The Journal of Politics (Southern Political Science Association). 2007-05, 69 (2): 442–456. doi:10.1111/j.1468-2508.2007.00542.x.
- Gay, Claudine. . Urban Affairs Review（英语：Urban Affairs Review） (American Political Science Association). 2012, 48 (2): 147–179. doi:10.1177/1078087411426399.
- Hochschild, Jennifer; Chattopadhyay, Jacqueline; Gay, Claudine. . Oxford University Press. 2013. ISBN 9780199311316.
- Gay, Claudine. . Political Behavior（英语：Political Behavior (journal)） (Springer). 20014-03, 36 (1): 99–124. JSTOR 43653394. doi:10.1007/s11109-013-9227-3.